# Brenton Cox Jr.
Brenton Alexander Cox Jr. (Stockbridge, 30 gennaio 2000) è un giocatore di football americano statunitense che milita nel ruolo di defensive end per i Green Bay Packers della National Football League (NFL).

## Carriera universitaria
Al college Cox giocò a football a Georgia (2018) e a Florida (2019-2022). Fu allontanato da Georgia il 6 agosto 2019 dopo un arresto e numerosi problemi con lo staff degli allenatori. Fu nuovamente cacciato da Florida il 31 ottobre 2022 a causa di diversi problemi personali. Nel 2020 fu inserito nella formazione ideale della Southeastern Conference (SEC).

## Carriera professionistica
Dopo non essere stato scelto nel Draft, Cox firmò con i Green Bay Packers il 1º maggio 2023. Il 29 agosto 2023 fu annunciato che era rientrato nei 53 uomini del roster per l’inizio della stagione regolare. Nella sua stagione da rookie disputò 4 partite, nessuna delle quali come titolare.